# Robert E. Sherwood
Robert Emmet Sherwood (ur. 4 kwietnia 1896 w New Rochelle, zm. 14 listopada 1955 w Nowym Jorku) – amerykański dramaturg i scenarzysta filmowy. Trzykrotny zdobywca Nagrody Pulitzera. Laureat Oscara za najlepszy scenariusz adaptowany do filmu Najlepsze lata naszego życia (1946) Williama Wylera.

## Życiorys
Jako autor sztuk teatralnych debiutował w 1927 utworem The Road to Rome. Wydał też The Petrified Forest (1935) – sfilmowany przez Archiego Mayo, i Idiot’s Delight (1936). Za tę ostatnią sztukę otrzymał pierwszą Nagrodę Pulitzera w dziedzinie dramatu. Opublikował również Abe Lincoln in Illinois (1939) i There Shall Be No Night (1941). Za obie te sztuki dostał Nagrodę Pulitzera w 1939 i 1941.